# Дауыл (опера)
Дауыл — башкирская опера, написанная в 1969 году композитором Р. А. Муртазиным на либретто Р. С. Янбулатовой.

## Описание
Опера в 3 действиях композитора Р. А. Муртазина «Буря» («Дауыл») написана по роману Х. Л. Давлетшиной «Ырғыҙ» («Иргиз») в 1969 года. 26 апреля 1969 года состоялась премьера оперы на сцене Башкирского государственного театра оперы и балета (ГТОиБ), (либретто Р. С. Янбулатовой).
Дирижёр — В. Д. Руттер;
Режиссёры-постановщики — Ш. М. Муртазина;
Хормейстер — Л. Х. Исхакова;
Сценограф — М. Н. Арсланов;
Балетмейстер — Л. Е. Бородулин.
В главных партиях заняты артисты: Н. З. Абдеев (Айбулат), С. К. Галимова (Гульюзум), С. А. Аскаров (Ниязгол), М. Г. Салигаскарова (Яланбика), М. Г. Галеев (Котлубай), Х. З. Мазитов (Волгин), З. С. Газизова (Хаят).
К 60-летию образования БАССР была поставлена 2-я редакция оперы. Премьера состоялась на сцене Башкирского государственного театра оперы и балета (ГТОиБ) 6 мая 1979 года (либретто Янбулатовой).
Дирижёр — Г. Х. Муталов;
Режиссёры-постановщики — М. М. Хисматуллин;
Хормейстер — Л. Х. Исхакова;
Сценограф — М. Н. Арсланов;
Балетмейстер — Э. Х. Танн.
В главных партиях выступали: Абдеев (Айбулат), Галимова (Гульюзум), Р. А. Башаров (Ниязгол), Газизова (Яланбика), Галеев (Котлубай), Р. Ф. Кучуков (Волгин), А. Х. Кучимова (Хаят).
Опера отмечена дипломом 1-й степени в Уфе (1970) на Всероссийском фестивале спектаклей музыкальных театров, посвященном 100-летию со дня рождения В. И. Ленина.

## Сюжет
В опере показаны революционные события 1917 года и Гражданской войны в Башкортостане.
В основе сюжета лежит драма молодых влюблённых Айбулата и Гульюзум, принявших участие в революционных событиях и гибнущих в борьбе за светлые идеалы.
Образа расколотого народа воплощает хор. В партитуре использован башкирский курай.